# Spermacetový olej

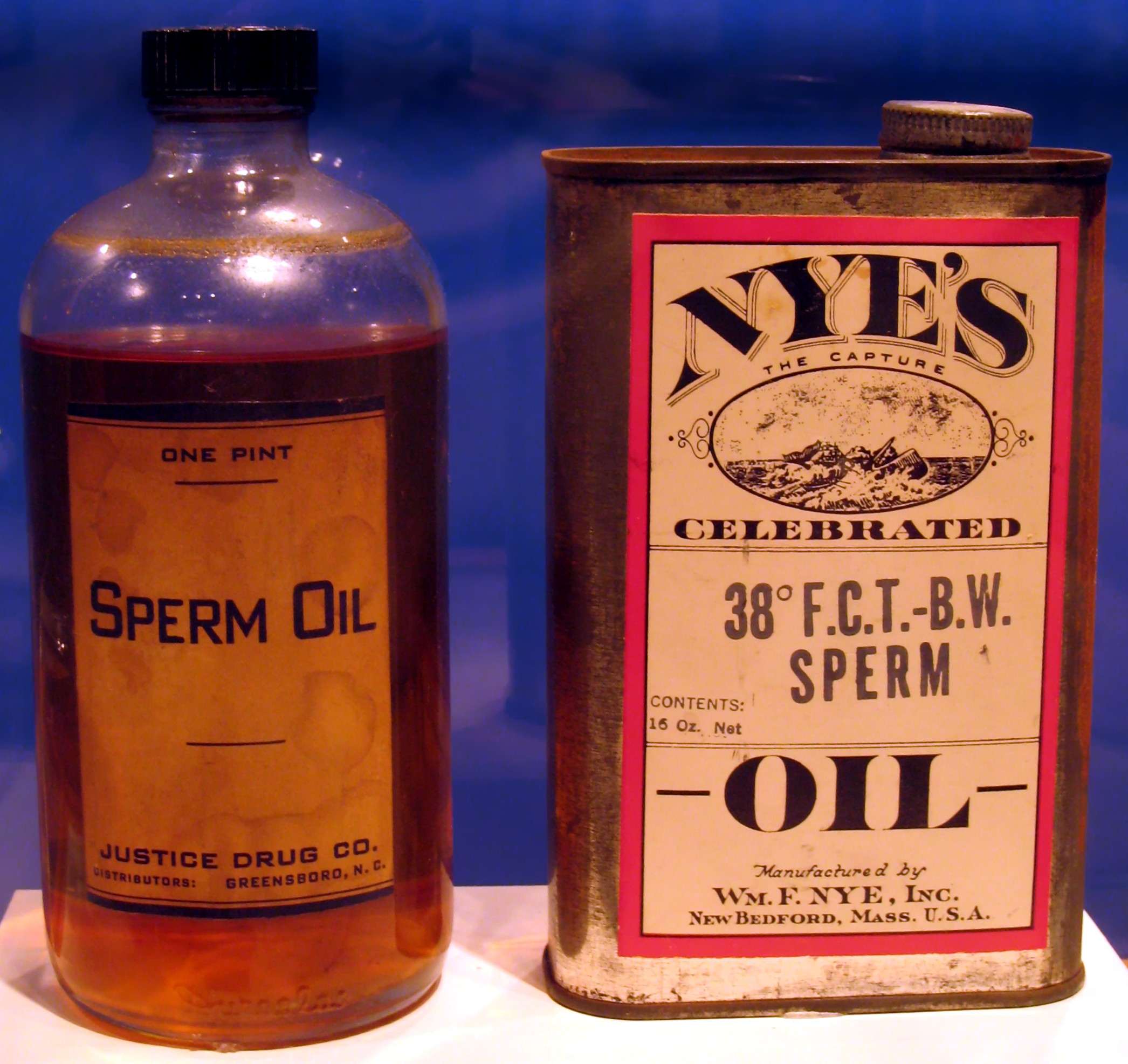
Spermový olej

Spermacetový olej neboli spermový olej se vyrábí z spermacetu, tukové tkáně, voskovité substance obsažené v hlavě velryby, vorvaně obrovského. Název spermacet se odvozuje od pozdně latinského slova sperma ceti znamenajícího sperma velryby.
Spermový olej je voskovitá, čirá, nažloutlá kapalina s velmi slabým zápachem. Spermový olej má jiné složení než běžný velrybí olej (anglicky Whale oil), který se získává z vytaveného velrybího tuku. Ačkoli se tradičně nazývá olej, technicky se jedná o tekutý vosk. Skládá se z voskových esterů s malým podílem triglyceridů, esteru nenasycené mastné kyseliny a mastného alkoholu s rozvětveným řetězcem. Je přírodním antioxidantem a činidlem přenášejícím teplo. Spermový olej je čirá, nažloutlá kapalina s velmi slabým zápachem. Tvoří přibližně 20 % celkového tuku vorvaně nebo 3–4 % živé hmotnosti zvířete. Vosková frakce — spermaceti — je extrahována z tuku spermacetu.
Na konci 18. a začátku 19. století byl spermový olej ceněn jako osvětlovací prostředek pro svůj jasný plamen bez zápachu a jako mazivo pro svou nízkou viskozitu a stabilitu. Koncem 19. století byl vytlačen levnějšími alternativami, jako je petrolej a maziva na bázi ropy. Po mezinárodním zákazu lovu velryb v roce 1987 se spermový olej již legálně neprodává.

## Získání
Po zabití vorvaně se orgán se spermacetem, který mohl obsahovat až 1900 l oleje, ukládal do sudů. Na pevnině se sudy s hlavou nechaly během zimy vychladnout, čímž se srazily do houbovité a lepkavé hmoty. Ztuhlá hmota se pak naložila do vlněných pytlů a vložila do lisu, aby se z ní vymačkala tekutina. Tato tekutina se stáčela do lahví a prodávala jako zimní spermový olej. Jednalo se o nejcennější produkt: olej, který zůstával tekutý i při mrazivých zimních teplotách. Když přišlo jaro a zbytky pevných látek trochu roztály, tekutina se odcedila a prodávala se jako jarní spermový olej. V létě hmota ještě trochu roztála a tekutina se odcedila, aby zůstal zcela pevný vosk. Tento vosk hnědé barvy se pak bělil a prodával jako spermacetový vosk.

## Složení
Spermový olej má poměrně nízkou viskozitu (zhruba stejnou jako kokosový olej) a při vysokých teplotách si zachovává viskozitu lépe než většina olejů. Nemá tendenci žluknout, vysychat ani korodovat kovy. Spermový olej nelze snadno hydrogenovat, a proto se nemohl používat k výrobě mýdla nebo margarínu. Je poměrně odolný vůči oxidaci.
Spermaceti je tekutý vosk, který se skládá převážně z voskových esterů (hlavně cetylpalmitátu) a menšího podílu triglyceridů, přičemž nejčastější mastnou kyselinou je kyselina olejová. Podíl voskových esterů ve spermacetovém orgánu se zvyšuje s věkem velryby: 38–51 % u mláďat, 58–87 % u dospělých samic a 71–94 % u dospělých samců. V tuku je asi 66 % vosku. Při ochlazení na teplotu pod 30 °C začnou vosky ve spermacetu krystalizovat.
V zimní fázi je olej ze spermacetu zhruba ze dvou třetin tvořen estery vosků a z jedné třetiny triglyceridy. Většina uhlíkových řetězců je nenasycená, nejčastěji v poměru 18:1. Na rozdíl od ostatních ozubených kytovců s výjimkou delfínovce amazonského je většina uhlíkových řetězců v esterech vosků poměrně dlouhá (C10-C22).

## Použití
Spermacet byl velmi využívaný v 18., 19. a 20. století, kdy jej používali pro mnoho komerčních využití jako mazivo pro přístroje, hodinky, aditiva do motorových olejů apod. V 19. století se z něj vyrábělo mýdlo nebo se používalo v olejových lampách. Ve 20. století převládla výroba maziv a margarínu. V 21. století se po zákazu lovu velryb ve většině zemích prakticky nevyužívá.

## Charakteristika
Spermacetový olej má nízkou viskozitu (nižší než olivový olej), je čirý a v barevném odstínu od jasně medově žluté po tmavě hnědou. Má silný rybí zápach. Obsahuje kyselinu olejovou.

## Galerie

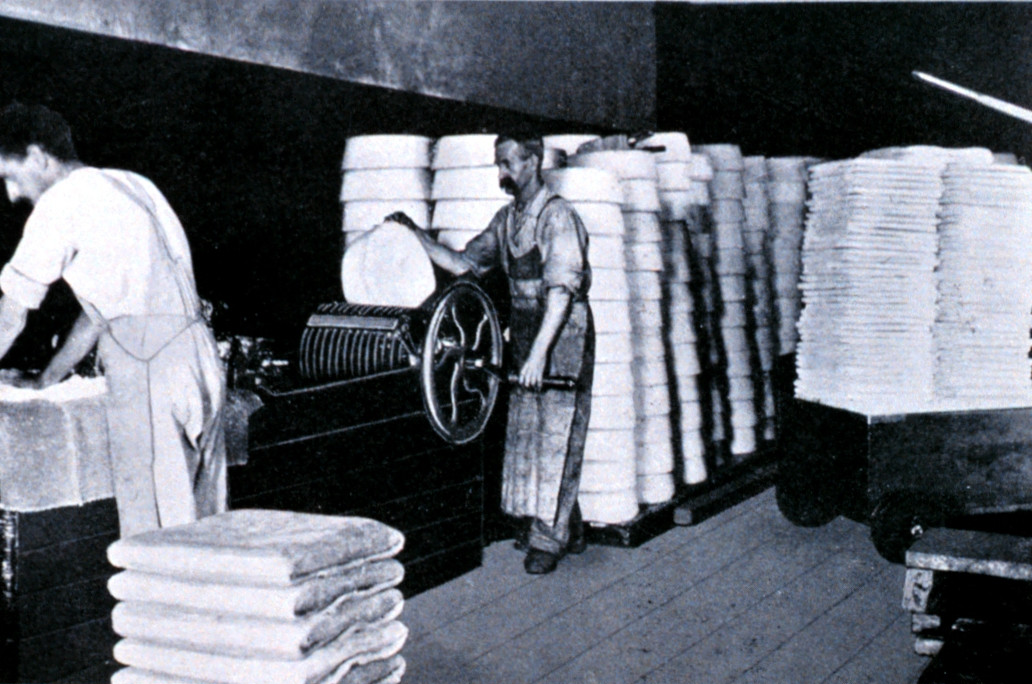
Lisování oleje
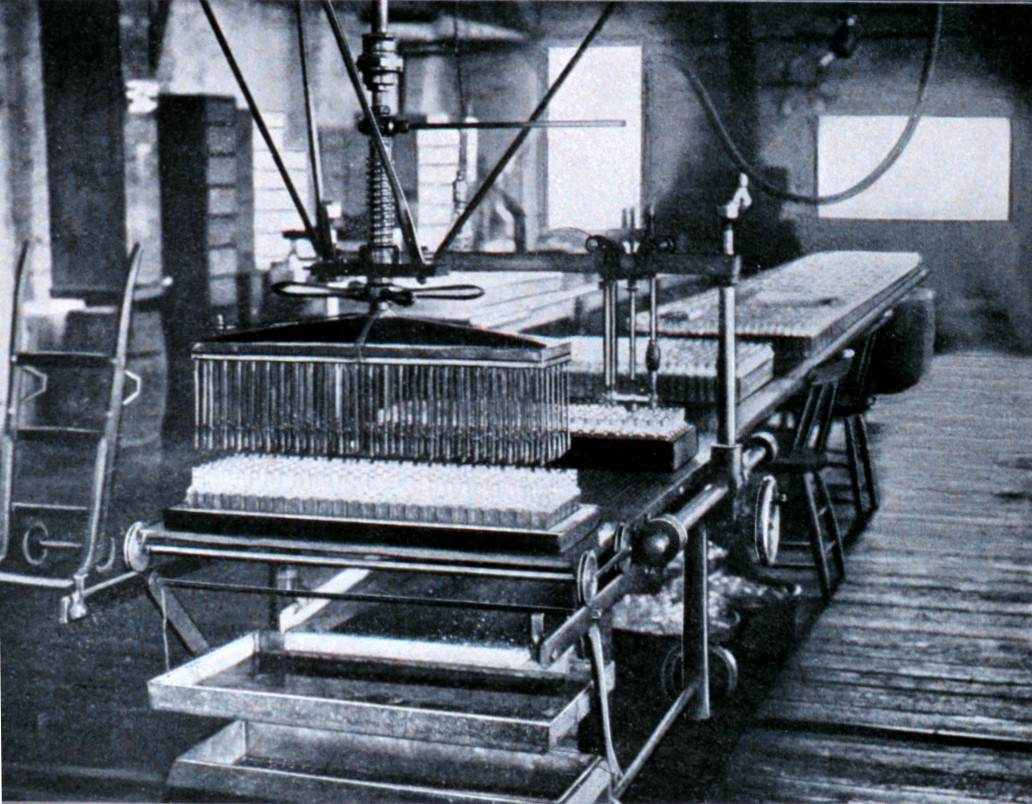
Stažený spermový olej se stáčí do lahví
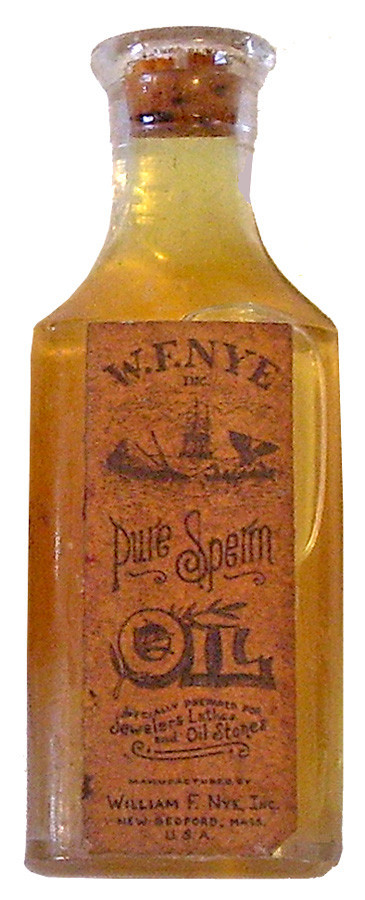
Láhev se spermovým olejem
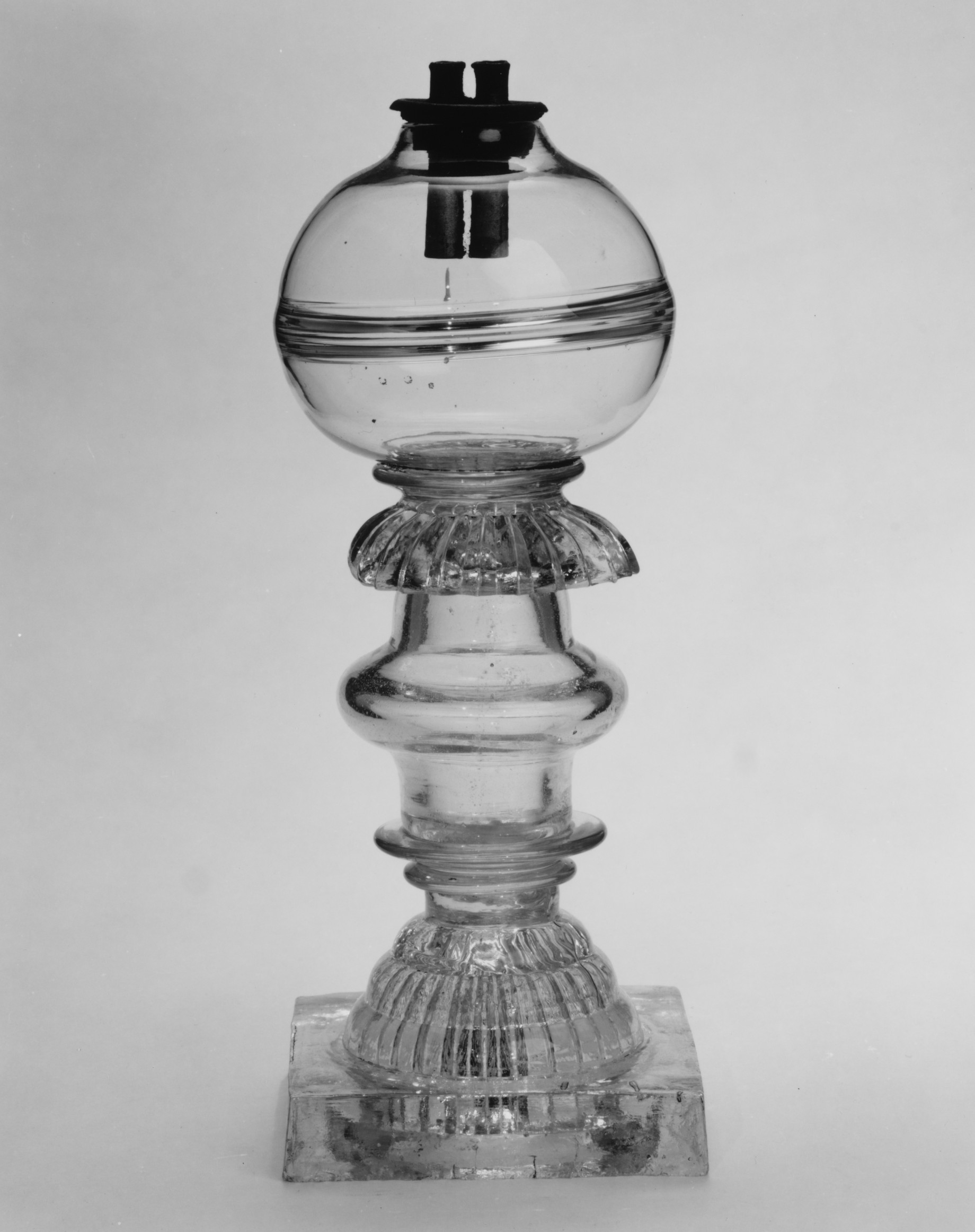
Lampa na velrybí olej
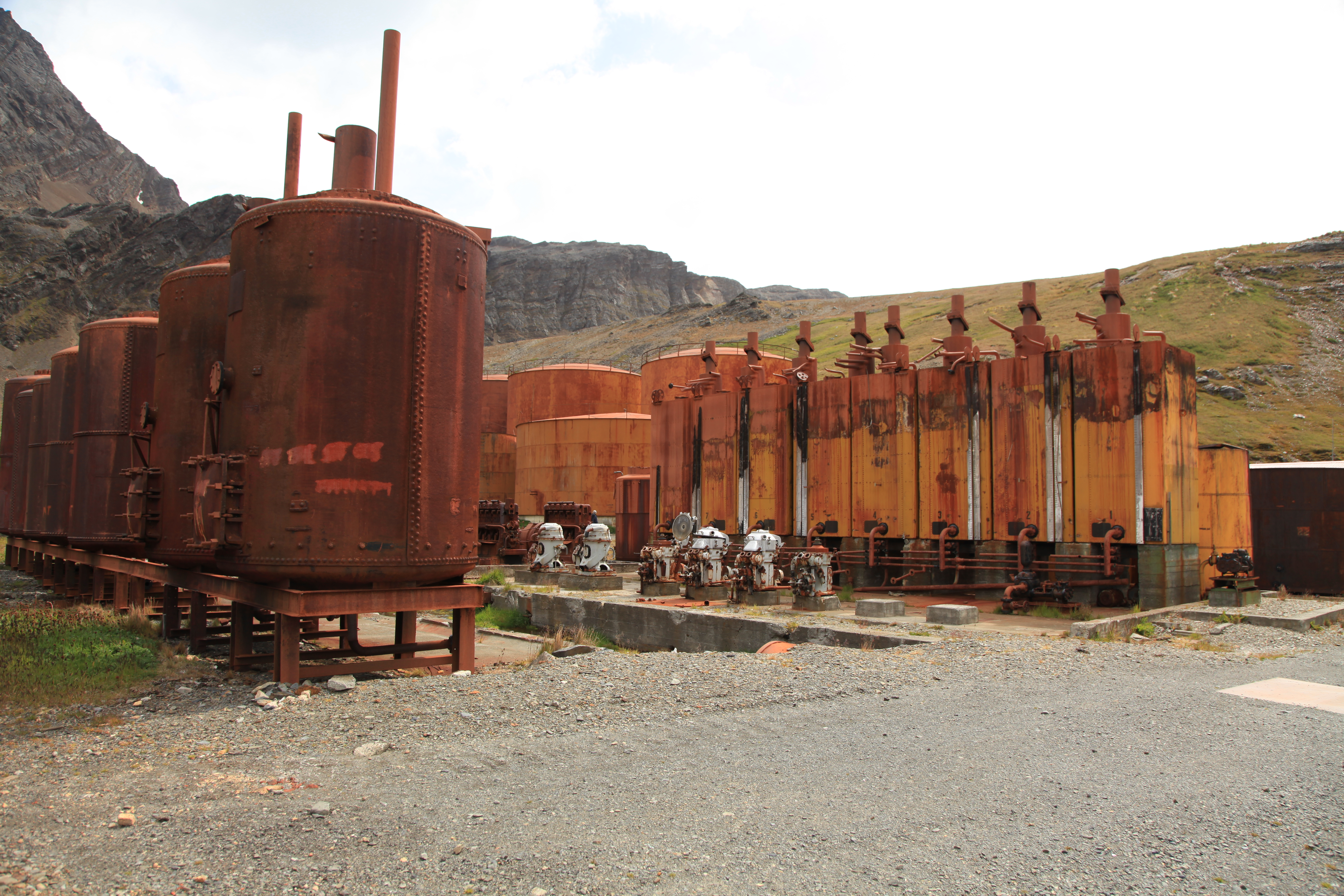
Odďělovače na velrybí tuk
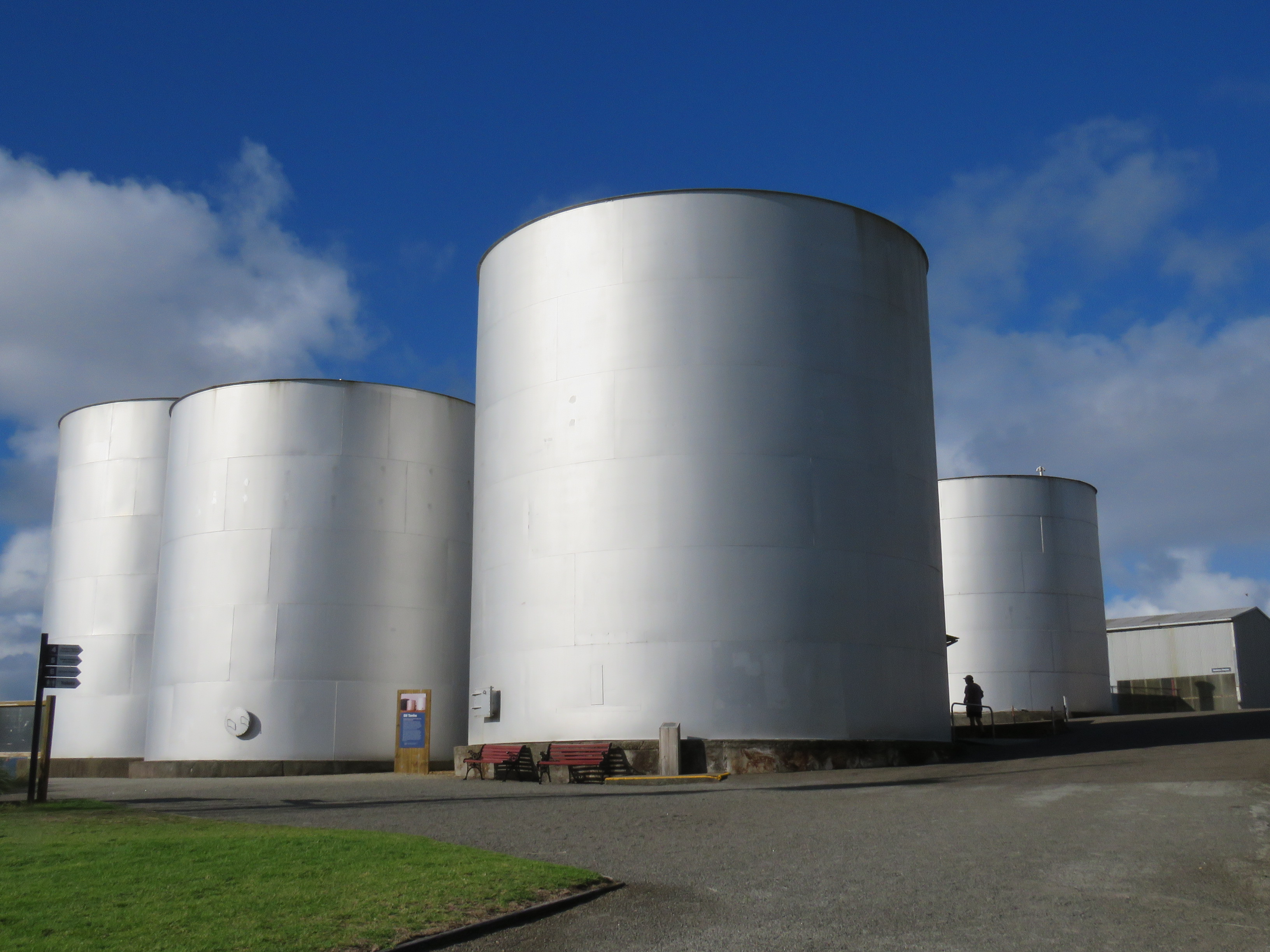
Historické nádrže na velrybí olej v Albany